# Torben Grimmel
Torben Risgaard Grimmel (* 23. November 1975 in Odder) ist ein ehemaliger dänischer Sportschütze.

## Erfolge
Torben Grimmel nahm fünfmal an Olympischen Spielen mit dem Kleinkalibergewehr im liegenden Anschlag teil. 1996 belegte er in Atlanta den 39. Platz. Bei den Olympischen Spielen 2000 in Sydney zog er mit 597 Punkten ins Finale, in dem er weitere 103,4 Punkte erzielte. Mit insgesamt 700,4 Punkten blieb er 0,1 Punkte vor dem drittplatzierten Sjarhej Martynau und erhielt hinter Olympiasieger Jonas Edman die Silbermedaille. Vier Jahre darauf verpasste er in Athen mit 594 Punkten als Neunter um einen Punkt den erneuten Finaleinzug. Die Spiele 2012 in London und 2016 in Rio de Janeiro schloss er auf dem 24. bzw. dem 23. Platz ab.
Grimmel ist verheiratet und hat ein Kind.